# Núcleo de ferrita

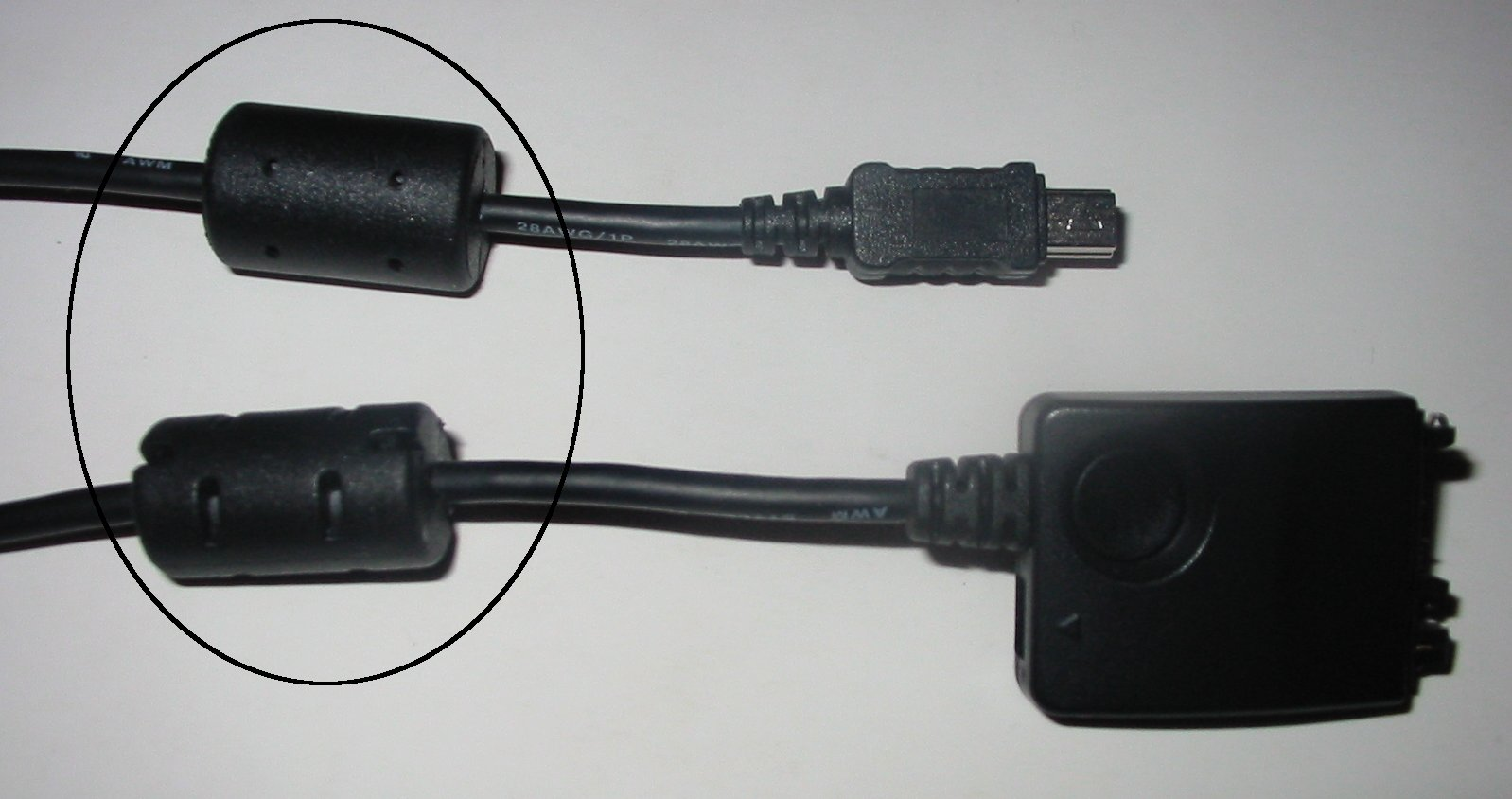
Núcleo de ferrita utilizado en cables electrónicos.

En electrónica, un núcleo de ferrita o filtro de ferrita es un tipo de dispositivo diseñado para el filtro de corrientes "parásitas" que pasan a través de un conductor eléctrico.

## Aplicaciones
El núcleo de ferrita evita la interferencia electromagnética (EMI, Electromagnetic interference) en dos direcciones: desde un dispositivo o hacia un dispositivo.  Un cable conductor actúa como una antena. El objetivo del cable es la transmisión de energía eléctrica entre dos puntos, pero si trabaja con energía de radiofrecuencia (entre los 20KHz y los 300GHz) el cable se convierte en un radiador involuntario y comienza a generar señales electromagnéticas a su alrededor. En este caso, el núcleo de ferrita se utiliza para eliminar esas señales de radiofrecuencia indeseadas (EMI) y es necesario para poder cumplir las normas que obligan a evitar la generación de interferencias a otros dispositivos (por ejemplo un cable cercano que pudiese recibir la radiación).
También se produce el efecto inverso: un cable se comporta también siempre como una antena receptora. Si un cable se encuentra en una zona donde existen radiaciones electromagnéticas causadas por otros equipos se genera una corriente eléctrica en su interior que se sumaría a las señales que ya transportase.
El núcleo de ferrita actúa como un filtro inductor de alta reactancia. Está compuesto por hierro, manganeso y zinc, junto con recubrimientos. Ofrece gran oposición al paso y propagación externa de determinadas frecuencias de corrientes alternas que circulan por los cables, no así para la corriente directa o continua (DC), permitiendo su flujo por todo el cable y el resto del circuito electrónico.
Los núcleos de ferrita grandes se ven comúnmente en el cableado externo. Varios núcleo de ferrita más pequeños se utilizan internamente en circuitos, en conductores o alrededor de las patas de los componentes de la placa de circuitos pequeños, como transistores, conectores y circuitos integrados.
Un diseño que utiliza un cordón de ferrita para mejorar el filtrado de ruido eléctrico debe tener en cuenta las características específicas del circuito y el rango de frecuencia que se desea bloquear. Los diferentes materiales de ferrita tienen diferentes propiedades con respecto a la frecuencia, y las necesidades del fabricante ayuda a seleccionar el material más efectivo para el rango de frecuencia.